# بمانی دلدار گلچین
بمانی دلدار گلچین (زادهٔ ۱ فروردین ۱۳۳۵، رشت) بازیگر تئاتر، سینما و تلویزیون ایران است.

## زندگی‌نامه
بمانی دلدار گلچین با نام تولد منیژه دلدار گلچین در اول فروردین سال ۱۳۳۵ در رشت زاده شد.
او دیپلم خود را از دانش‌سرای هنر دریافت کرد و در رشتهٔ کارگردانی سینما به تحصیل پرداخت. او فارغ‌التحصیل رشتهٔ کارگردانی سینما از دانشکده سوره با مدرک کارشناسی در سال ۱۳۷۹ است.
از سال ۱۳۵۴ به خدمت ادارهٔ تئاتر وزارت ارشاد درآمد و از همان سال به فعالیت در زمینهٔ بازیگری و حرکات موزون پرداخت. او همچنین به عضویت در گروه تئاتر ملی ایران درآمد و به همراه این گروه به منظور اجرای تئاتر به خارج از کشور اعزام شد.
گلچین در سال ۱۳۶۲ موفق به ایفای نقش در تلویزیون شد و پس از آن با فاصله‌ای اندک در سال ۱۳۶۳ حضور در سینما را نیز تجربه کرد.
وی خواهر بزرگتر مرجانه گلچین بازیگر سینما و تلویزیون، برادرزادهٔ نادر گلچین خوانندهٔ موسیقی ایرانی، و دخترعموی نادیا دلدار گلچین بازیگر سینما و تلویزیون است.
وی در دو دههٔ اخیر فعالیتی در عرصهٔ بازیگری نداشته‌است.

## کارنامه

### سینما
- «زنجیرهای ابریشمی» (۱۳۶۴) به کارگردانی حسن کاربخش
- «قصه زندگی» (۱۳۶۵) به کارگردانی خسرو شجاعی
- «گل مریم» (۱۳۶۶) به کارگردانی حسن محمدزاده

### مجموعه تلویزیونی
- ۱۳۶۴ آئینه (غلامحسین لطفی)
- ۱۳۶۷ آخرین روز تابستان (شیرین جاهد، حسین سحرخیز)
- ۱۳۷۱ مردان طف (حمید صفائی)
- ۱۳۷۳ اشتباه در اشتباه (جواد انصافی)
- ۱۳۷۴ مرد قانون (جهانگیر جهانگیری)
- ۱۳۷۴ پهلوانان نمی‌میرند (حسن فتحی)
- ۱۳۸۷ طفلان مسلم (مجتبی یاسینی)

### تئاتر
- «بکت»، نوشتهٔ ژان آنوی و به کارگردانی مجید جعفری؛ تهران، تئاترشهر؛ ۱۳۵۸
- «استنطاق»، نوشتهٔ پیتر وایس و به کارگردانی فردوس کاویانی؛ تهران، تئاترشهر؛ ۱۳۶۰
- «سوگ سیاوش»، نوشتهٔ صادق هاتفی و به کارگردانی سیاوش طهمورث؛ تهران، تئاترشهر؛ ۱۳۶۵ (همچنین آهنگسازی و طراحی حرکت)
- «آخرین اسفندیار»، نوشتهٔ صادق هاتفی و به کارگردانی سیاوش طهمورث؛ تهران، تئاترشهر؛ ۱۳۶۶
- «عاشقانه با پای برهنه»، نوشتهٔ صادق هاتفی و به کارگردانی سیاوش طهمورث؛ تهران، تئاترشهر؛ ۱۳۷۰
- «جریره»، نوشتهٔ چیستا یثربی؛ تهران، تئاترشهر، تالار سایه؛ ۱۳۷۷ (همچنین کارگردانی، آهنگسازی و طراحی حرکت)[۳]